# Új filmlexikon
Az Új filmlexikon az Akadémiai Kiadó 1971 és 1973 között megjelentetett, két kötetes filmművészeti lexikonja, melyet Ábel Péter szerkesztett. 

## Háttere
Az 1964-ben kiadott egykötetes Film kislexikon kibővítésével készült el, hat év alatt.  A Film kislexikonnak felrótt hibákat igyekeztek javítani, így nagyobb szerepet kapott a magyar filmművészet. 950 új névvel bővült a lexikon, valamint számos új filmmel. Többek között forgatókönyvírók, a brazil, spanyol, német, csehszlovák újhullámosok, és underground amerikai filmesek is bekerültek. Az előddel ellentétben szövegközi képek helyett képes íveket helyeztek el a lexikonban. A két kötet szinte kizárólagosan Ábel Péter munkája, annak ellenére, hogy több közreműködőt is megneveznek. Az adatokat külföldi segítséggel kapták meg, többek között a szovjet Moszfilmtől, a japán UniJapan Filmtől, nagykövetségektől és külföldi újságíróktól, valamint egyes rendezőktől (például Erik Blomberg) személyesen is.
A lexikon előszavában szerepel, hogy a filmek címeit, amennyiben azok nem kerültek bemutatásra Magyarországon, nyers fordításban közlik a szerzők.

## Kritikája
Kritikaként felrótták, hogy a papír minősége rosszabb volt az elődjénél, a fotók elhelyezése pedig nem praktikus. A  Köztársaság című hetilap szerint a lexikon elődje „már a saját korában is túlhaladottnak tetsző értékeléseket közöl[t]”, és ezeket az egy évtizeddel későbbi bővített kiadás egy az egyben átvette. A szerző úgy vélte, a jóformán egyetlen ember munkájára támaszkodó lexikon esetében nem kapott a kiadó olyan hathatós segítséget az akadémiától, megfelelő akadémiai intézmény hiányában, mint a többi lexikonnál. Bíró Gyula filmtörténész az első kötet megjelenésekor nehezményezte, hogy a tudományosság csorbát szenvedett a népszerűséggel szemben, túl sok a színészéletrajz, és azok között is számos olyan művész szerepel, akiről a magyar nézők nem hallhattak, mert nem mutatták be a filmjeiket Magyarországon, ugyanakkor a kiemelkedő egyéniségek életrajzai túl rövidre sikerültek. Bíró úgy értékelte, hogy a lexikon a fogalmak terén túl gyenge, alapvető terminusok hiányoznak belőle, a meglévők pedig nem túl tudományosan megfogalmazottak.